# 日本の劇団一覧
日本の劇団一覧（にほんのげきだんいちらん）とは、日本の劇団の一覧である。原則五十音順であるが、「劇団」で始まる劇団名は「劇団」の次の字を基準に並べてある。
| 目次 | 目次 | 目次 | 目次 | 目次 | 目次 | 目次 | 目次 | 目次 | 目次 | 目次 |
| ---- | ---- | ---- | ---- | ---- | ---- | ---- | ---- | ---- | ---- | ---- |
| わ   | ら   | や   | ま   | は   |      | な   | た   | さ   | か   | あ   |
|      | り   |      | み   | ひ   |      | に   | ち   | し   | き   | い   |
| を   | る   | ゆ   | む   | ふ   |      | ぬ   | つ   | す   | く   | う   |
|      | れ   |      | め   | へ   |      | ね   | て   | せ   | け   | え   |
| ん   | ろ   | よ   | も   | ほ   |      | の   | と   | そ   | こ   | お   |

## あ行

### あ
- 劇団あぁルナティックシアター
- 劇団あおきりみかん
- 劇団AUN
- 劇団青い鳥
- 演劇集団青の会
- 劇団赤鬼
- AKATSUKI project
- 赤堤ビンケ
- AGAPE store
- 明るすぎる劇団・東州
- 演劇集団アクト青山
- アコカ
- 阿佐ヶ谷スパイダース
- 即劇遊団あドり部
- 劇団Afro13
- アマヤドリ
- アロッタファジャイナ
- AND ENDLESS

### い
- イキウメ
- 劇団維新派
- 劇団一跡二跳
- 劇団壱劇屋
- 劇団イナダ組
- インプロカンパニーPlatform

### う
- 劇団うりんこ
- 劇団裏長屋マンションズ
- 劇団うぱぱら

### え
- HYP39Div.
- 劇団EXILE
- 劇団SKグループ
- 劇団NLT
- 劇団M.O.P
- エレクトリック・モンキー・パレード
- 演劇及び文化創造集団C.A.W
- 演劇企画集団Jr.5
- 演劇倶楽部『座』
- 演劇集団 円
- 演劇集団 神のみそ汁
- 演劇集団和歌山
- 演劇組織KIMYO

### お
- 劇団大阪
- OM-2
- 大川興業
- 大阪人情喜劇の会
- OSK日本歌劇団
- OOPARTS
- Always Thankyou
- 岡崎藝術座
- 大人計画
- 劇団乙女少年団
- おにぎりスキッパーズ2
- 男肉 du Soleil
- オペラシアターこんにゃく座
- 温泉ドラゴン
- オイスターズ

## か行

### か
- 楽劇座
- 柿喰う客
- カクシンハン
- カクスコ
- KAKUTA
- 劇団影法師
- 加藤健一事務所
- 劇団カムカムミニキーナ
- 劇団かもめんたる
- 劇団ガバメンツ
- 劇団カッパ座
- 劇団「唐組」
- 劇団空晴
- 劇団河
- 劇団河 (旭川市)
- 関西芸術座

### き
- 企画演劇集団ボクラ団義
- 北区つかこうへい劇団
- 虚飾集団廻天百眼
- 演劇集団キャラメルボックス
- 演劇集団きらめき弾
- ギンギラ太陽'S
- キンダースペース

### く
- 空間ゼリー
- 空気ノ機械ノ尾ッポ
- グーフィー&メリーゴーランド
- ク・ナウカ
- 劇団区民劇場
- 劇団雲
- 劇団ClownCrown
- 劇団くるみ座
- クロジ
- 劇団黒テント
- クロムモリブデン
- グワィニャオン
- グンジョーブタイ

### け
- 劇団K-Show
- 毛皮族
- 月蝕歌劇団

### こ
- 荒野座
- 黒色綺譚カナリア派
- 五反田団
- 乞局
- 劇団コーヒー牛乳
- こまつ座
- 劇団こまどり
- 劇団コラソン
- コルバタ

## さ行

### さ
- さいたまネクスト・シアター
- 坂本企画
- レビューカンパニー・サルメ
- 座・シトラス
- ザ・ブロードキャストショウ
- THE ROB CARLTON

### し
- 劇団シアターガッツ
- 劇団シアター・ウィークエンド
- THEATER BEATNIKS
- Theatre劇団子
- シアターキューブリック
- 劇団シアターザロケッツ
- 劇団シアタージャパン
- シェイクスピア・シアター
- shelf
- 劇団鹿殺し
- 劇団四季
- 自己批判ショー
- 時速246億
- シティボーイズ
- 演劇集団芝居小舎
- シベリア少女鉄道
- 劇団尺伸ばし
- 鮭スペアレ
- 劇団ジャブジャブサーキット
- 劇団SHA・LA・LA
- THE SHAMPOO HAT
- ジュングランプリ
- 状況劇場
- 劇団小雪
- 少女単体
- 松竹歌劇団
- 少年社中
- 少年ピカレスクロマン
- ジョビジョバ
- 劇団ショーマ
- 劇団☆新感線
- 新国劇
- 新宿芸能社
- 新宿梁山泊
- 劇団新人会

### す
- 劇団スイセイ・ミュージカル
- 水族館劇場
- 水曜天幕團
- 劇団すごろく
- スクエア
- スタジオライフ（Studio Life）
- スーパー・エキセントリック・シアター
- 劇団昴
- スプリングマン
- SMILY☆SPIKY
- スリークウォーター
- SPAC

### せ
- 青春五月党
- 青春事情
- 青年劇場
- 劇団青年座
- 青年団
- 劇団ZTON
- ゼロマンション
- 劇団前進座
- 善人会議

### そ
- 劇団そとばこまち

## た行

### た
- TAIYO MAGIC FILM
- 第三エロチカ
- 第三舞台
- 劇団たいしゅう小説家
- 第七劇場
- 大駱駝艦
- 宝塚歌劇団
- タテヨコ企画
- ダムタイプ
- 劇団立見席
- 体現帝国

### ち
- 劇団TEAM-ODAC
- teamキーチェーン
- TEAM NACS
- TEAM 発砲・B・ZIN
- 地球ゴージャス
- 地人会
- チャリT企画
- 劇団鳥獣戯画
- 劇団チョコレートケーキ

### つ
- 劇団「椿組」

### て
- テアトルアカデミー
- テアトル・エコー
- 劇団テアトルジュンヌ
- T1project
- テノヒラサイズ
- 天才劇団バカバッカ
- 天井桟敷
- 劇団電動夏子安置システム
- 天ぷら銀河

### と
- 劇団東演
- 劇団東京イボンヌ
- 劇団東京都鈴木区
- 東京演劇アンサンブル
- 東京カンカンブラザーズ
- 劇団東京観光
- 劇団東京乾電池
- 東京グランギニョル
- 東京芸術座
- 東京サンシャインボーイズ
- 東京スウィカ
- 東京セレソンデラックス
- 東京人形夜
- 劇団東京ハイビーム
- 劇団東俳
- 動物電気
- 劇団トキヲイキル
- 劇団土下座
- トツゲキ倶楽部
- 劇団とっても便利
- Dotoo!
- 扉座
- 飛ぶ劇場
- 劇団銅鑼
- トラッシュマスターズ
- 劇団虎のこ
- TRAPPER
- 努力クラブ

## な行

### な
- ナイロン100℃
- ナイスコンプレックス
- 中野劇団
- 劇団仲間
- 劇団ながらびっと
- 劇団七曜日

### に
- 劇団21世紀FOX
- 二兎社
- 劇団日本児童
- 日本ろう者劇団
- ザ・ニュースペーパー
- 庭劇団ペニノ
- 人形劇トムテ

### ね
- 猫☆魂
- 猫のホテル
- ねこはっしゃ。
- 熱帯

### の
- 劇団ノーティーボーイズ
- NODA MAP
- 劇団NOISE

## は行

### は
- 劇団ハーベスト
- 劇団俳協
- 劇団俳優座
- Piper
- 劇団Patch
- HIGHLEG JESUS
- ハードレインオープンカフェ
- 劇団はぐるま座
- BuzzFestTheater
- はちみつシアター
- 花組芝居
- ハニカミ!
- *pnish*
- パノラマ歓喜団
- パパ・タラフマラ
- 劇団バルスキッチン
- 劇団パロディフライ
- 叛通信

### ひ
- ピースピット
- 劇団飛行船
- 劇団ひこひこ
- 表現・さわやか
- 劇団BigSmile
- ビシバシステム
- 劇団ビタミン大使ABC
- 兵庫県立ピッコロ劇団（ピッコロシアター）
- 劇団ひまわり
- 弘前劇場

### ふ
- 劇団ファントマ
- 劇団ふぁんハウス
- フィーバー・ドラゴン・ネオ
- 人形劇団プーク
- 劇団fool
- 風煉ダンス
- FUKAIPRODUCE羽衣
- 劇団ブサイコロジカル。
- 冨士山アネット
- PLANET RUNNER
- PU-PU-JUICE
- France pan
- 劇団ふるさときゃらばん
- ブルドッキングヘッドロック
- 劇団プレステージ
- 文学座
- 劇団文化座

### へ
- ベターポーヅ
- 劇団ベイビーベイビーベイベー

### ほ
- 人形劇団ポポロ
- 劇団朋友
- ぽこぽこクラブ
- ポツドール
- ボールベアリングドラゴンズ

## ま行

### ま
- 劇団マカリスター
- 劇団MOTHER
- 萬腹企画

### み
- 水色革命
- 劇団Miss女子会
- ミスタースリムカンパニー
- ミズノオト・シアターカンパニー
- 南青山少女歌劇団
- ミュージカルカンパニーOZmate
- 劇団未来
- 劇団民藝

### む
- 無名劇団
- 無名塾

### め
- 劇団女神座
- 劇団め組

### も
- MODE
- モダンスイマーズ
- 劇団、本谷有希子
- モリプロ
- モレキュラーシアター
- モノムジカ（Mono-Musica）

## や行

### や
- 劇団夜想会
- YANKEE STADIUM 20XX
- 劇団山の手事情社

### ゆ
- 遊園地再生事業団
- 遊◎機械/全自動シアター
- 結城座
- 夕暮れ社 弱男ユニット
- 夢の遊眠社
- U-1グランプリ
- Youth Theatre Japan

### よ
- ヨーロッパ企画
- 夜ふかしの会
- 劇団4ドル50セント

## ら行、わ行

### ら
- らちゃかん
- Lacrimosa（らくりもーさ₎

### り
- リクウズルーム
- リジッター企画
- 劇団離風霊船
- 流山児★事務所
- リリパットアーミーII

### る
- LUTEA

### れ
- 劇団レトルト内閣

### ろ
- □字ック(ロジック）
- 浪曼劇場
- 劇団6番シード
- ロックメン
- rorian55?

### わ
- 劇団若草
- 惑星ピスタチオ
- WAHAHA本舗
- わらび座
- ONEOR8（ワンオアエイト）